# Pousada do Castelo
A Pousada do Castelo ou Pousada de Óbidos está instalada no castelo medieval da vila de Óbidos, distrito de Leiria.
Integra a rede Pousadas de Portugal com a classificação de Pousada Histórica.

## História do edifício
Na ala norte do castelo de Óbidos erguem-se os antigos paços do alcaide, de estilo manuelino, mandados erigir no início do século XVI por D. João de Noronha, Conde de Dijon e alcaide da vila.
Ao nível do andar nobre localizam-se duas janelas manuelinas e um portal encimado pelo escudo régio e pelo brasão dos Noronhas.
Apesar de danificado pelo terramoto de 1755, este paço quinhentista foi sujeito a obras que recuperaram a sua traça original.
O Castelo foi classificado como monumento nacional em 1910. (D.G. n.º 136, de 23 de junho de 1910)
No início dos anos 30 a DGEMN procedeu à reconstrução da muralha, dotando todos os parapeitos de ameias, e reedificando torres e troços que tinham ficado destruídos ao longo dos tempos.
Em 1948 iniciaram-se os trabalhos de adaptação da pousada, sob projecto da autoria do arquitecto João Filipe Vaz Martins, sendo esta inaugurada em 1951. Nessa mesma época procedeu-se ao revestimento a cal das fachadas dos edifícios da vila, bem como à pavimentação uniforme das suas ruas, de forma a assegurar a continuidade estética do espaço.
De notar que esta foi a primeira pousada "histórica" da rede das pousadas de Portugal inaugurando um novo conceito de aproveitamento e recuperação de edifícios históricos portugueses.

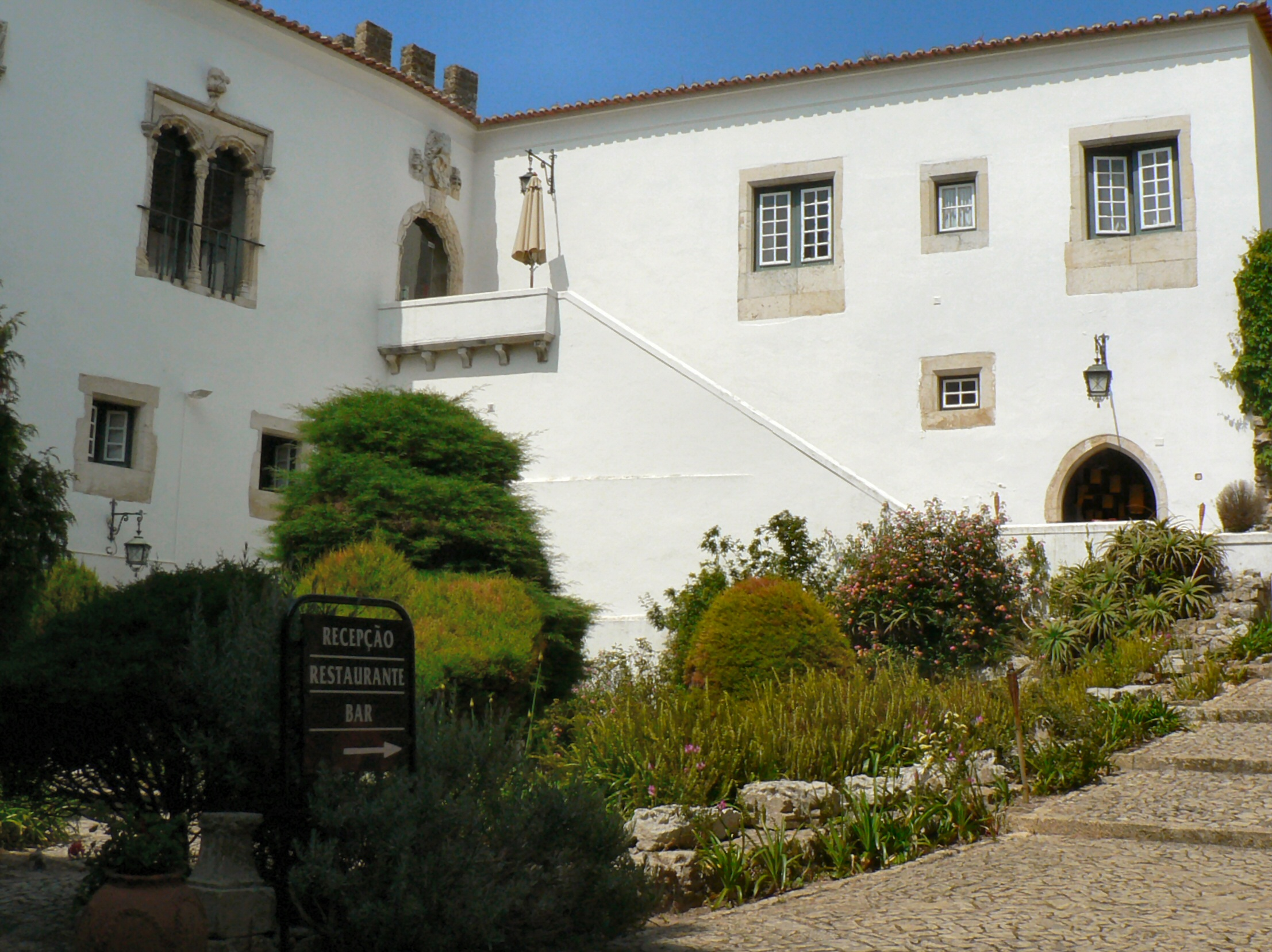
Pátio da pousada.

## A Pousada
A entrada faz-se através de uma escada exterior que dá acesso ao 2.º piso, onde também se encontra o bar. No piso superior encontram-se as salas de estar e jantar, possuindo esta duas janelas manuelinas que proporcionam uma vista privilegiada sobre o jardim central e as muralhas.
A pousada possui 9 quartos, dos quais três "duplex". Os quartos estão distribuídos pelo 2.º e 3.º piso e também pelas duas torres que flanqueiam a fachada Sul. Na torre D. Dinis situa-se o quarto "D. Dinis" que se desenvolve ao longo de dois pisos, quarto de banho e sala de estar no piso de entrada e zona de dormir no piso superior. Na torre mais alta, a torre D. Fernando situam-se os quartos D. Fernando e D. Leonor ambos de estrutura idêntica ao quarto da outra torre.